# فرودگاه نیروی هوایی سلطنتی دامفریز
فرودگاه نیروی هوایی سلطنتی دامفریز (به انگلیسی: RAF Dumfries) یک فرودگاه نظامی است . این فرودگاه در کشور اسکاتلند قرار دارد .